# William (1933–2024)
William, właśc. William José de Assis Filho (ur. 25 czerwca 1933 w Marianie, zm. 9 czerwca 2024 w Belo Horizonte) – brazylijski piłkarz, występujący na pozycji środkowego obrońcy.

## Kariera klubowa
Karierę piłkarską William rozpoczął w Clube Atlético Mineiro w 1954 roku. Z Atlético Mineiro sześciokrotnie zdobył mistrzostwo stanu Minas Gerais – Campeonato Mineiro w 1954, 1955, 1956, 1958, 1962 i 1963 roku. W Atlético Mineiro rozegrał 330 spotkań i strzelił 19 bramek. Po odejściu z Atlético Mineiro w 1960 roku William występował krótko w Américe Rio de Janeiro, z której przeszedł do Cruzeiro EC. Z Cruzeiro zdobył Taça Brasil oraz czterokrotnie mistrzostwo stanu Minas Gerais w 1965, 1966, 1967 i 1968 roku. Karierę zakończył w 1968 roku w klubie Villa Nova AC.

## Kariera reprezentacyjna
W reprezentacji Brazylii William zadebiutował 3 marca 1963 w zremisowanym 2-2 towarzyskim meczu z reprezentacją Paragwaju. W tym samym roku uczestniczył w Copa América 1963, na której Brazylia zajęła czwarte miejsce. William na turnieju wystąpił w trzech pięciu z Peru, Kolumbią, Paragwajem, Argentyną i Ekwadorem, który był jego ostatnim meczem w reprezentacji. Ogółem w reprezentacji wystąpił 6 razy.